# 何水法
何水法（1946年—），汉族，中华人民共和国美术家、政治人物，浙江画院一级美术师、艺委会委员，第十一届全国政协委员。
2008年，当选第十一届全国政协委员，代表文化艺术界，分入第二十八组。